# Maureen Macmillan
Maureen Macmillan (* 9. Februar 1943 in Oban) ist eine schottische Politikerin und Mitglied der Labour Party.
Macmillan besuchte die Oban High School, studierte dann Englisch an der Universität Edinburgh und schloss als Master ab. Nachdem sie ihre Lehrbefugnis erhalten hatte, war sie lange Jahre als Lehrerin tätig, unter anderem an der Millburn Academy in Inverness.

## Politischer Werdegang
Erstmals trat Macmillan bei den Schottischen Parlamentswahlen 1999 zu nationalen Wahlen an. Hierbei bewarb sie sich nicht um das Direktmandat eines Wahlkreises, sondern um eines der sieben zu vergebenden Mandate der Wahlregion Highlands and Islands. Auf der Regionalwahlliste der Labour Party nahm sie den zweiten Rang ein und zog infolge des Wahlergebnisses als eine von drei Kandidaten der Labour Party für Highlands and Islands in das neugeschaffene Schottische Parlament ein. Bei den Parlamentswahlen 2003 folgte sie auf Donnie Munro als Bewerberin um das Direktmandat des Wahlkreises Ross, Skye and Inverness West. Der Mandatsinhaber John Farquhar Munro von den Liberal Democrats gewann jedoch die Wahl und Macmillan erhielt nur die dritthöchste Stimmenanzahl. Sie verteidigte jedoch ihr Mandat der Wahlregion. Zu den Parlamentswahlen 2007 wollte Macmillan zunächst nicht mehr antreten, kandidierte dann jedoch abermals für Ross, Skye and Inverness West. Ein weiteres Mal erhielt sie nur die dritthöchste Stimmenanzahl und schied damit aus dem Schottischen Parlament aus.